# Cóiced Ol nEchmacht
Cóiced Ol nEchmacht è l'antico nome della provincia irlandese del Connacht. Cóiced Ol nEchmacht potrebbe essere tradotto come porzione/quinta parte/provincia di Ol nEchmacht, detti anche Fir Ol nEchmacht (Fir = uomini). Erano divisi in tre principali tribù: Fir Craibe, o Fir na Criabe, Tuatha Taiden e Gamanraige. Ciascuna tribù regnava rispettivamente su regni che si trovavano Ol nEchmacht.
- Il regno dei Fir Craibe si estendeva da Limerick al palazzo di Fidach, che si sarebbe trovato nel nord-est di Aidhne. Nei secoli successivi il territorio sud di Aidhne, Thomond, sarebbe stato annesso dal Munster.
- Il regno di Tuatha Taiden che si estendeva da Fidach a, verso est, oltre il fiume Shannon verso la collina di Tara.
- I Gamanraige regnarono il territorio tra i Gallimhe o fiume Galway, ai fiumi Duff e Drowes nel nord-est. La loro capitale era Rath Eochaidh, poi Cruachan.

Tutti e tre potrebbe essere i regni o popoli rispettivamente chiamati concani, auteni e nagnati di cui parla Claudio Tolomeo nella mappa d'Irlanda (circa 150). Generalmente si pensa che nagnati sia una forma corrotta per nEchmacht.
Solo con l'ascesa della dinastia dei Connachta il termine Fir Ol nEchmacht fu abbandonata e la provincia prese il nome di Connacht.